# LG G4
Das LG G4 (Codename internat. Modell: H815) ist ein Smartphone der G-Reihe von LG und Nachfolger des LG G3. Das LG G4 wurde am 28. April 2015 der Öffentlichkeit vorgestellt.

## Ausstattung
Das LG G4 misst 148,9 mm × 76,1 mm × 9,8 mm und wiegt 155 Gramm. Das 5,5-Zoll-QHD-Display (Bildschirmdiagonale 13,97 cm) hat bei einer Pixeldichte von rund 538 ppi eine Auflösung von 2560 × 1440 Pixeln. Der Akku hat eine Kapazität von 3.000 mAh und kann ausgetauscht werden. Der System-on-a-Chip ist ein mit 1,8 GHz getakteter Snapdragon 808 mit sechs Kernen vom Hersteller Qualcomm, bestehend aus einem Dual-Core ARM Cortex A57 und Quad-Core A53 Prozessor mit 64-Bit-Unterstützung und einer Adreno-418-Grafikeinheit, dem 32 GB Flash-Speicher und 3 GB RAM zur Seite stehen. Der Speicher lässt sich zudem mit einer microSDXC-Karte um bis zu 2 TB erweitern. Es verfügt zudem über NFC alias Android Beam, eine 16-Megapixel-Rückkamera mit einer f1.8 Blende, optischem Bildstabilisator, Laser-Autofokus, Farb-Spektrum-Sensor, Fotolicht sowie eine 8-Megapixel-Frontkamera. Außerdem verfügt das LG G4 über einen Infrarotsensor. Das G4 ist zum Marktstart in drei Lederrückseiten (Echtleder Schwarz, Braun und Rot) erhältlich, mit welchen LG erneut ein Alleinstellungsmerkmal gegenüber der Konkurrenz gelingt. Zusätzlich steht eine etwas günstigere Version mit einem Kunststoffgehäuse zum Verkauf. Das Kunststoffgehäuse des G4 ist in Deutschland in drei Farben verfügbar: Metallic Silber, Metallic Gold und Metallic Weiß. Als Betriebssystem setzte LG bei Markteinführung Android 5.1 ein. Mittlerweile wurde ein Update von Android 6.0.1 verteilt, welches die Stagefright Sicherheitslücke schließt. Weitere technische Eigenschaften: Selfie-Fotoauslösung durch Gestensteuerung, (als Zubehör erhältliche) Bluetooth-Kopfhörer und kabellose Akkuladung. Das extra erhältliche Quick Circle Case dient als Schutzhülle und bietet durch ein „Fenster“ einen schnellen Blick auf die Uhrzeit.

## Verfügbarkeit
Das LG G4 wurde Anfang Mai 2015 auf dem deutschen Markt eingeführt. Der UVP für das Gerät lag bei 699 Euro für die Lederversion und bei 649 Euro für die Version mit Plastikrückseite.

## Varianten
Wie bereits bei den Vorgängermodellen G2 und G3 gibt es auch vom G4 abgespeckte Varianten, die sich wie folgt vom G4 unterscheiden:
LG G4s
- 5,2"-IPS-Display, Auflösung 1920 × 1080 Pixel
- Qualcomm Snapdragon 615 SOC (64 bit), integrierte GPU Adreno 405
- 1,5 GB RAM
- 8 GB interner Flash-Speicher
- Hauptkamera mit 8 MP Auflösung, wie beim „großen“ G4 mit Laser-Autofocus, aber Videoaufnahme max. in 1080p bei 30 fps
- Frontkamera mit 5 MP Auflösung
- Akku mit einer Kapazität von 2300 mAh
- Abmessungen: 142,7 × 72,6 × 9,85 mm, Gewicht 139 g

LG G4c
- 5"-IPS-Display, Auflösung 1280 × 720 Pixel
- Qualcomm Snapdragon 410 SOC (64 bit), integrierte GPU Adreno 306
- 1 GB RAM
- 8 GB interner Flash-Speicher
- Hauptkamera mit 8 MP Auflösung mit Autofocus und LED-Blitz, Videoaufnahme max. in 1080p bei 30 fps
- Frontkamera mit 5 MP Auflösung
- Akku mit einer Kapazität von 2540 mAh
- Abmessungen: 139,7 × 69,8 × 10,2 mm, Gewicht 136 g

LG G4 Stylus
- 5,7"-IPS-Display, Auflösung 1280 × 720 Pixel
- Qualcomm Snapdragon 410 SOC (64 bit), integrierte GPU Adreno 306
- 1 GB RAM
- 8 GB interner Flash-Speicher
- Hauptkamera mit 8 MP Auflösung mit Autofocus und LED-Blitz, Videoaufnahme max. in 1080p bei 30 fps
- Frontkamera mit 5 MP Auflösung
- Akku mit einer Kapazität von 3000 mAh
- Abmessungen: 154,3 × 79,2 × 9,6 mm, Gewicht 163 g
- Inklusive kapazitivem Eingabestift